# Galaxie X
La galaxie X (galaxy X), est une galaxie naine hypothétique, satellite de la Voie lactée. Sa particularité serait d'être une "galaxie noire", c'est-à-dire composée essentiellement de matière noire.

## Découverte
En 2009, l’observation d'ondulations dans le disque de la Voie Lactée amène une équipe de chercheurs, menée par Sukanya Chakrabarti du Rochester Institute of Technology, à supposer l'existence d'une galaxie naine, satellite de la Voie Lactée, mais constituée majoritairement de matière noire ce qui la rendrait indétectable par les procédés habituels. En effet la matière noire n'émet pas de rayonnements, mais est détectable par l'influence gravitationnelle qu’elle a sur la matière baryonique, d'où les ondulations.
En février 2015, la même équipe publie un article évoquant 4 jeunes étoiles variables, des céphéides, observées par le télescope VISTA de l’observatoire européen austral au Chili. Leur nature de céphéide permet de calculer leur distance : elles seraient situées à environ 300 000 années-lumière du Soleil et pourraient marquer la position de cette hypothétique Galaxie X. En effet, elles ne peuvent appartenir à la Voie Lactée puisque le rayon du disque de cette dernière est compris entre 35 000 et 50 000 années-lumière seulement.

## Nom
Le nom "galaxy X" a été formulé par analogie avec la "planète X", une planète hypothétique du système solaire au-delà de l'orbite de Neptune.

## Composantes
Quatre céphéides sont suspectées de marquer la position de la Galaxie X :
| Étoile                  | Type     | ℓ         | b         | Période de variation | Distance au Soleil      |
| ----------------------- | -------- | --------- | --------- | -------------------- | ----------------------- |
| VVV J162559.36-522234.0 | Céphéide | -27,5971° | -2,23686° | 3,42 jours           | 92 kpc (~300 000 a.l.)  |
| VVV J162328.18-513230.4 | Céphéide | -27,2729° | -1,37557° | 4,19 jours           | 100 kpc (~326 000 a.l.) |
| VVV J162119.39-520233.3 | Céphéide | -27,8621° | -1,49382° | 5,69 jours           | 71 kpc (~232 000 a.l.)  |
| VVV J161542.47-494439.0 | Céphéide | -26,8882° | 0,768427° | 13,9 jours           | 93 kpc (~303 000 a.l.)  |

## Controverse
En novembre 2015, une équipe menée par P. Pietrukowicz publie un article mettant en cause l'existence d'une telle galaxie. En effet les étoiles mentionnées par l'équipe de Chakrabarti ne seraient en fait pas des céphéides, et les distances déduites seraient en conséquence erronées. Il ne s’agirait donc aucunement d'une preuve de l'existence d'une galaxie naine aux alentours de ces étoiles. 